# Dòng Xitô
Dòng Xitô (Latinh: (Sacer) Ordo Cisterciensis, viết tắt: OCist hoặc SOCist) là một dòng tu Công giáo dành cho nam giới lẫn nữ giới. Thuật ngữ Xitô xuất phát từ Cistercium, là tên Latinh của làng Cîteaux (ngày nay tên đầy đủ là Saint-Nicolas-lès-Cîteaux), gần Dijon ở miền đông nước Pháp.
Dòng Xito hiện nay có hai nhóm là Hội dòng Xito nhặt phép và Hội dòng Xito chung phép.

## Lịch sử
Vào năm 1098 có một nhóm đan sĩ Dòng Biển Đức rời đan viện Molesme đến để lập nên đan viện ở Cîteaux, với mục tiêu cải cách và sống chặt chẽ hơn Quy luật của Thánh Biển Đức. Nguyên nhân cuộc cải cách này là do đời sống các đan sĩ ở Molesme lúc bấy giờ sung túc vì được giáo dân dâng cúng nhiều tiền nên trở nên buông thả trong đời tu trì. Tình hình trở nên căng thẳng khi các đan sĩ tách thành hai nhóm: "dễ dãi" và "trung thành". Họ dàn xếp nội bộ không được nên các đan sĩ thuộc "nhóm trung thành" đến xin Tổng giám mục Hugues của Giáo phận Lyon (nước Pháp) khi đó cũng là đặc sứ của giáo hoàng cho phép họ rời bỏ đan viện Molesme để đi thành lập một đan viện khác để có thể trung thành với luật dòng nguyên thủy thánh Biển Đức. Lời thỉnh cầu của họ đã được chấp nhận nên vào ngày 21 tháng 3 năm 1098, Roberto, Alberico, Stephano Harding và 21 đan sĩ thiết lập đan viện mới tại lãnh địa mà bá tước ở Beau đã nhượng cho họ, tọa lạc ở phía nam thành Dijon. Tên gọi Dòng Xitô bắt nguồn từ đây. Và từ đan viện này mới khai sinh các đan viện khác, hoặc các tu viện khác xin gia nhập vào thành Dòng Xitô như ta thấy ngày nay. Vào cuối thế kỷ 12, dòng này đã lan rộng khắp nước Pháp, Anh, xứ Wales, Scotland, Ireland, Tây Ban Nha, Bồ Đào Nha, Ý, và Đông Âu.